# クリアネス
『クリアネス』は、十和によるケータイ小説作品及びそれを原作とする映画。
正式には「限りなく透明な恋の物語」というサブタイトルがつく。

## 概要
2006年の第1回日本ケータイ小説大賞を受賞し、スターツ出版より2007年2月に書籍化された。現在では、20万部を超えるベストセラーとなっている。
2007年9月27日に行われた第2回日本ケータイ小説大賞の授賞式にて、実写映画化の発表がされた。

## あらすじ
自宅マンションに客を招き、自らを売る女子大生さくら。出張ホストとして働く、絶世の美少年レオ。さくらは、いつからか、出張ホストの事務所で働くレオをひそかに観察していた。そんなある日、突然さくらの部屋にレオが現れ、二人は次第に惹かれあうようになるのだが…。

## 実写化
- 公開日：2008年2月16日より全国順次ロードショー
- 配給元：ゼアリズエンタープライズ／ドーガ堂
- 2008(c)「クリアネス」製作委員会
- 上映時間：112分

### スタッフ
- 監督：篠原哲雄
- 脚本：山田あかね

### キャスト
- さくら：杉野希妃
- レオ：細田よしひこ
- 成瀬：哀川翔
- コウタロウ：小柳友
- アキラ：山田幸伸
- エリコ：高久ちぐさ
- マユミ：宮本裕子
- ミカ：伊藤久美子
- 斉藤：森下能幸
- リョウ：斎藤工
- 特別出演：高田純次

### 主題歌
- 秦基博「僕らをつなぐもの (Contrast ver.)」（BMG JAPAN・AUGUSTA RECORDS、アルバム『コントラスト』収録）